# Sexe et mensonges à Las Vegas
Sexe et mensonges à Las Vegas (Sex and Lies in Sin City) est un téléfilm américain réalisé par Peter Medak, diffusé le 25 octobre 2008 sur Lifetime.

## Synopsis
Le film détaille les événements ayant mené au décès de Ted Binion (en), propriétaire d'un casino.

## Fiche technique
- Titre original : Sex and Lies in Sin City
- Réalisation : Peter Medak
- Scénario : Teena Booth, d'après le roman Murder in Sin City de Jeff German
- Photographie : Anthony B. Richmond
- Musique : Ed Shearmur
- Pays : États-Unis
- Durée : 95 minutes

## Distribution
- Matthew Modine : Ted Binion[1]
- Mena Suvari : Sandy Murphy[1]
- Marcia Gay Harden : Becky Binion
- Johnathon Schaech : Rick Tabish
- Chris Ashworth (en) : Frank Lipjanic
- Peter Haskell (en) : Ian Miller
- Chad Brummett : Bruce
- Mark Brooks : Fritz